# Ánimas Trujano (El hombre importante)
Ánimas Trujano (El hombre importante) (frei übersetzt Ánimas Trujano – Der gewichtige Mann) ist ein mexikanisches Filmdrama von Ismael Rodríguez aus dem Jahr 1961 mit Toshirō Mifune in der Hauptrolle eines armen, arbeitslosen und oft betrunkenen indigenen Mannes, der davon träumt, Mayordomo seiner Stadt zu werden. Mifune stellt einen Mann dar, der so egoistisch ist, dass er sich scheinbar nicht einmal um sich selbst kümmert und ignoriert, dass er selbst es ist, der seine Lage zu verantworten hat. Das Drehbuch geht zurück auf den Roman „La mayordomia“ von Rogelio Barriga Rivas.
Der Film wurde für einen Oscar in der Kategorie „Bester internationaler Film“ nominiert.

## Handlung
Ánimas Trujano ist ein armer, arbeitsloser und oft betrunkener indigener Mann in einem Dorf im Bundesstaat Oaxaca, dessen größter Traum es ist, sich den Titel Mayordomo zu verdienen, eine der größten Auszeichnungen des Städtchens, in dem er lebt. Als Mayordomo kommen eigentlich nur die reichsten und angesehensten Bewohner der Region infrage, weil mit diesem Titel enorme Kosten verbunden sind, da der Träger dieses Titels finanziell für eine Reihe von Festen, den sogenannten Mayordomías, aufkommen muss. Viele Menschen aus der gesamten Region zieht es zu diesen Festivitäten und der Ausrichter ist allemal ein wichtiger Mann.
Trujano hat eigentlich die schlechtesten Voraussetzungen, die man nur haben kann, um seinen Wunsch wahr werden zu lassen. Er wird von einem Großteil der Gemeinschaft, in der er lebt, gehasst, zudem ist er ein Glücksspieler und lässt keine Gelegenheit aus, um einen Streit anzuzetteln. Auch ist er ein nachlässiger Ehemann und Vater, der nicht nur sich selbst, sondern auch seiner Familie Schaden zufügt, selbst dann noch, nachdem er seinen jüngsten Sohn an eine unbekannte Krankheit verloren hat. Trujanos Frau Juana, die hart arbeitet, liebt ihn aber bedingungslos und achtet darauf, dass die gemeinsamen Kinder, ihn respektieren, auch wenn sie selbst immer wieder von ihm misshandelt wird. Hinzu kommt, dass Trujano seiner Frau nicht treu ist, sondern sich lieber mit Catalina vergnügt, die jeden in ihr Bett lässt, wenn er entsprechend spendabel ist.
Nachdem Trujanos Sohn seiner Mutter erzählt hat, dass der Großgrundbesitzer El Español auf seiner Mezcalera Leute anheuert, überredet Juana ihren Mann, ebenfalls dort zu arbeiten. Trujano fällt jedoch gleich wieder unangenehm auf und wandert ins Gefängnis, nachdem er versucht hat, den Sohn des Großgrundbesitzers zu ermorden, da er mitbekommen hat, dass dieser der Liebhaber seiner Tochter Dorotea und diese schwanger von ihm ist. Das Baby, das die junge Frau auf die Welt bringt, ist ungewöhnlich weiß und sieht nicht so aus, als gehöre es zu den Ureinwohnern. Das Kind überlässt Dorotea ihrer Mutter und wendet sich lieber einem ihrer Verehrer zu. Trujano kommt auf die wenig glorreiche Idee das Baby an El Español zu verkaufen, der ihm soviel Geld dafür gibt, das Trujano sich in die Lage versetzt sieht, als nächster Mayordomo zu kandidieren. Als er sich bereits in der Führungsposition befindet, nach der er sich so gesehnt hatte, muss er jedoch erkennen, dass ihn, trotz seiner beträchtlichen Ausgaben für die Mayordomias niemand wirklich liebt und die Menschen ihn als Person immer noch ignorieren. Deshalb entschließt Trujano sich, mit Catalina fortzugehen, woraufhin seine Frau die Nebenbuhlerin tötet. Auf Anraten eines Kameraden entscheidet sich Trujano daraufhin, seine Frau zu retten und den Mord an Catalina auf sich zu nehmen. Er rennt sofort los, um sich den Behörden zu stellen, um nicht doch noch einen Rückzieher zu machen, da er um die Hölle weiß, die ein Gefängnisaufenthalt bedeutet.

## Produktion

### Produktionsnotizen
Die Filmaufnahmen entstanden in Cuilapán de Guerrero, Santa María del Tule, Loma Larga, Monte Albán, Tlacolula, Xoxocotlan und Zaachilda, sämtlichst im Bundesstaat Oaxaca in Mexiko. Produziert wurde der Film von ARS, Películas Rodríguez und UNA. Der Vertrieb in Mexiko erfolgte durch Azteca Films Inc, in den Vereinigten Staaten durch Lopert Pictures Corporation und United Artists und in Japan durch die Toho Company und Toho-Towa.
Mifune musste seine spanischen Dialoge phonetisch lernen und bekam das ausgezeichnet hin, ohne dass er die Sprache auch nur annähernd beherrschte. Es war seine erste Rolle in einem mexikanischen Film. Auch wenn der Akzent der Städte von Oaxaca etwas übertrieben scheint, ermöglicht er uns, eine Zeit und Kultur kennenzulernen, die sich von der in den großen Städten, insbesondere denen im Zentrum oder Westen des Landes, unterscheidet.
Flor Silvestre äußerte, dass dies einer ihrer Lieblingsfilme und die Zusammenarbeit mit Toshirô Mifune für sie eine große Ehre gewesen sei und zu den schönsten Momenten ihrer Karriere gehöre. Es kursierte seinerzeit das Gerücht, dass Mifune und Silvestre eine Affäre hätten, obwohl Silvestre mit ihrem anderen Co-Star im Film Antonio Aguilar verheiratet war. Silvestre erklärte, dass das eine reine Erfindung der Klatschpresse sei und sie mit Mifune nur eine Freundschaft verbinde.
Toshirô Mifune antwortete auf die Frage, warum er sich entschieden habe, in diesem Film mitzuspielen, der Regisseur habe ihn davon überzeugt, zudem habe er gern in Mexiko drehen wollen und die Geschichte als menschlich und die Titelfigur als stark und mutig empfunden. Letztendlich habe er die Rolle auch zu Ehren von Pedro Infante, der die Figur des Ánimas Trujano ursprünglich hatte spielen sollen, angenommen.

### Veröffentlichung
Der Film wurde 1961 in Mexiko in einer limitierten Anzahl veröffentlicht. In Italien wurde er im August 1961 auf dem Filmfestival von Venedig gezeigt. Am 18. Januar 1962 lief er dann allgemein in Mexiko an. In den Vereinigten Staaten wurde der Film erstmals am 25. Juni 1962 in New York veröffentlicht, in Argentinien am 6. Februar 1963, in Frankreich am 19. Februar 1964 und in Spanien am 12. Oktober 1967 auf dem Semana del Cine Mejicano in Barcelona. Veröffentlicht wurde der Film zudem in Australien und Kanada, dort unter dem Titel The Important Man. Weitere Veröffentlichungen erfolgten in Frankreich, Ungarn, Italien, Japan (Titel Kachi aru otoko), Polen, Rumänien und in der Sowjetunion.

## Rezeption

### Kritik
Auf der Seite Cinema Para Promedios hieß es, dass das Werk von Ismael Rodriguez stets im Schatten seiner berühmten für das mexikanische Kino erstellten Trilogie Nosotros los pobres stehe, was jedoch nicht bedeute, dass dies das einzige Werk von großer Qualität sei, das er vorgelegt habe. Ánimas Trujano sei ein beeindruckender Film, der bis heute äußerst bewegend und emotional sei  und uns das unglaubliche Talent von Mifune präsentiere, der auch hinter der Synchronisation durch Narciso Busquets Mifunes großes schauspielerisches Können offenbare. Ánimas Trujano sei ein großartiger Film, und auch wenn die einzige Möglichkeit, ihn heute zu genießen, nicht von bester Qualität sei, sei es ein Film, der es wert sei, in Erinnerung zu bleiben, ein Film, den man genießen könne.
Emiliano Fernández befasste sich auf der Seite metacultura/Kino mit dem Film und führte aus, dass es der breiten Öffentlichkeit aufgrund einer kulturellen Distanz, der typischen Faulheit des dämlichen Emporkömmlings und der offensichtlichen Verwirrung hinsichtlich Gesichtern und Namen fast unmöglich sei, sich an einen asiatischen Schauspieler zu erinnern, sei das bei echten Filmfans anders, als bei denen, die jedes Werk, das eine Ausnahme vom Üblichen bilde, da sie keine Ahnung hätten. Auf der anderen Seite würden diejenigen von uns, die es gewohnt seien, auch asiatische Filme zu schauen, viele Schauspieler kennen. Es bestehe kein Zweifel daran, dass der berühmteste im Westen bekannte von ihnen Toshirô Mifune sei, ein wirklich herausragender Profi. Zudem sei er der Fetischschauspieler der ersten Phase der Karriere von Akira Kurosawa, der Mitte des 20. Jahrhunderts das orientalische Erbe auf der ganzen Welt bekannt gemacht habe. Die Partnerschaft zwischen Mifune und Kurosawa habe auf einer Freundschaft basiert, die in den 1940er-Jahren begonnen habe. Der Film greife insbesondere zwei paradigmatische Motive der Kunst und des Kinos auf: einmal innerfamiliären Parasitismus als Metapher für das soziale Ganze und auf der anderen Seite Trujanos Tendenz, mit anderen sozialen Parasiten – wie auch er einer ist – abzuhängen. Der allegorische Anspruch des Drehbuchs werde durch die großartige Kameraarbeit von Gabriel Figueroa und die hervorragende Leistung des Rests der Besetzung und des Stabs unterstützt.

### Auszeichnungen
- San Francisco International Film Festival 1961: Gewinner des Golden Gate Award in der Kategorie Bester Film Ismael Rodríguez
- Academy Awards 1962: Oscarnominierung in der Kategorie „Bester internationaler Film“
- Golden Globe Awards 1962: Gewinner des Silver Globe in der Kategorie „Bester fremdsprachiger ausländischer Film“
- Mexican Cinema Journalists 1963: nominiert für den Silver Goddess in der Kategorie „Bester Schauspieler“ (Mejor Actor) Toshirô Mifune
  - in der Kategorie „Beste Beste Schauspielerin“ (Mejor Actriz) Columba Domínguez
  - in der Kategorie „Bester Film“ (Mejor Película)
  - in der Kategorie „Beste Regie“ (Mejor Dirección) Ismael Rodríguez
- Blue Ribbon Awards 1962: Gewinner des Blue Ribbon Award in der Kategorie Bester Schauspieler Toshirô Mifune
  - Der Preis ging zur Hälfte auch für den Film Yojimbo – Der Leibwächter an Mifune